# ソウル外国語大学院大学校
ソウル外国語大学院大学校（ソウルがいこくごだいがくいんだいがっこう、朝鮮語: 서울외국어대학원대학교、英語: Seoul University of Foreign Studies）は、大韓民国の私立大学。
本部をソウル特別市瑞草区に置く大学院大学である。

## 歴史
設置者の学校法人海光学院は1998年に設立され、2000年から校舎が着工。2002年に大学設置認可を受け、2003年3月に開校した。

## 組織
- 韓英通訳翻訳学科
- 韓中通訳翻訳学科
- 韓日通訳翻訳学科